# Kościół Najświętszego Serca Pana Jezusa w Nietkowicach
Kościół Najświętszego Serca Pana Jezusa – rzymskokatolicki kościół parafialny należący do dekanatu Sulechów diecezji zielonogórsko-gorzowskiej.

## Architektura
Świątynia została zbudowana około 1880 roku. Składa się z prostokątnego korpusu zakończonego absydą prezbiterialną, oraz stosunkowo masywnej, kwadratowej wieży od strony wschodniej. We wnętrzu do ściany wejściowej jest dostawiony dwukondygnacyjny chór.

## Wyposażenie
W prezbiterium jest umieszczony drewniany ołtarz ze znajdującą się w centralnej części figurą Najświętszego Serca Pana Jezusa. W niszach z obydwóch stron stoją rzeźby świętych – po prawej stronie w habicie franciszkańskim jest umieszczony św. Antoni z Padwy, natomiast po lewej stronie znajduje się postać młodego mężczyzny w sutannie jezuickiej z Dzieciątkiem Jezus na rękach. Zapewne jest to jeden z patronów ministrantów i lektorów – św. Stanisław Kostka. Zgodnie z przekazami, które zachowały się na jego temat, w styczniu 1566 roku ciężko zachorował i chciał przyjąć komunię świętą w domu. Przeciwny temu był gospodarz, u którego wynajął pokój. W nocy miał widzenie – św. Barbara przyniosła mu komunię świętą, a sama Maryja złożyła mu w ramiona Dzieciątko.
W prezbiterium znajdują się trzy okna witrażowe – na sklepieniu są namalowane zastępy aniołów towarzyszące Bogu, który podaje Mojżeszowi kamienne tablice z Dekalogiem.